# Netrocera jordani
Netrocera jordani är en fjärilsart som beskrevs av James John Joicey och Talbot 1921. Netrocera jordani ingår i släktet Netrocera och familjen Thyrididae. Inga underarter finns listade i Catalogue of Life.